# Adoretus albolineatus
Adoretus albolineatus är en skalbaggsart som beskrevs av Ohaus 1941. Adoretus albolineatus ingår i släktet Adoretus och familjen Rutelidae. Inga underarter finns listade i Catalogue of Life.